# Angel Planells
Àngel Planells i Cruañas ou Angel Planells, né à Cadaqués le 2 décembre 1901 et mort à Barcelone le 23 juillet 1989, est un peintre catalan surréaliste.